# Eugen Erdmann von Württemberg

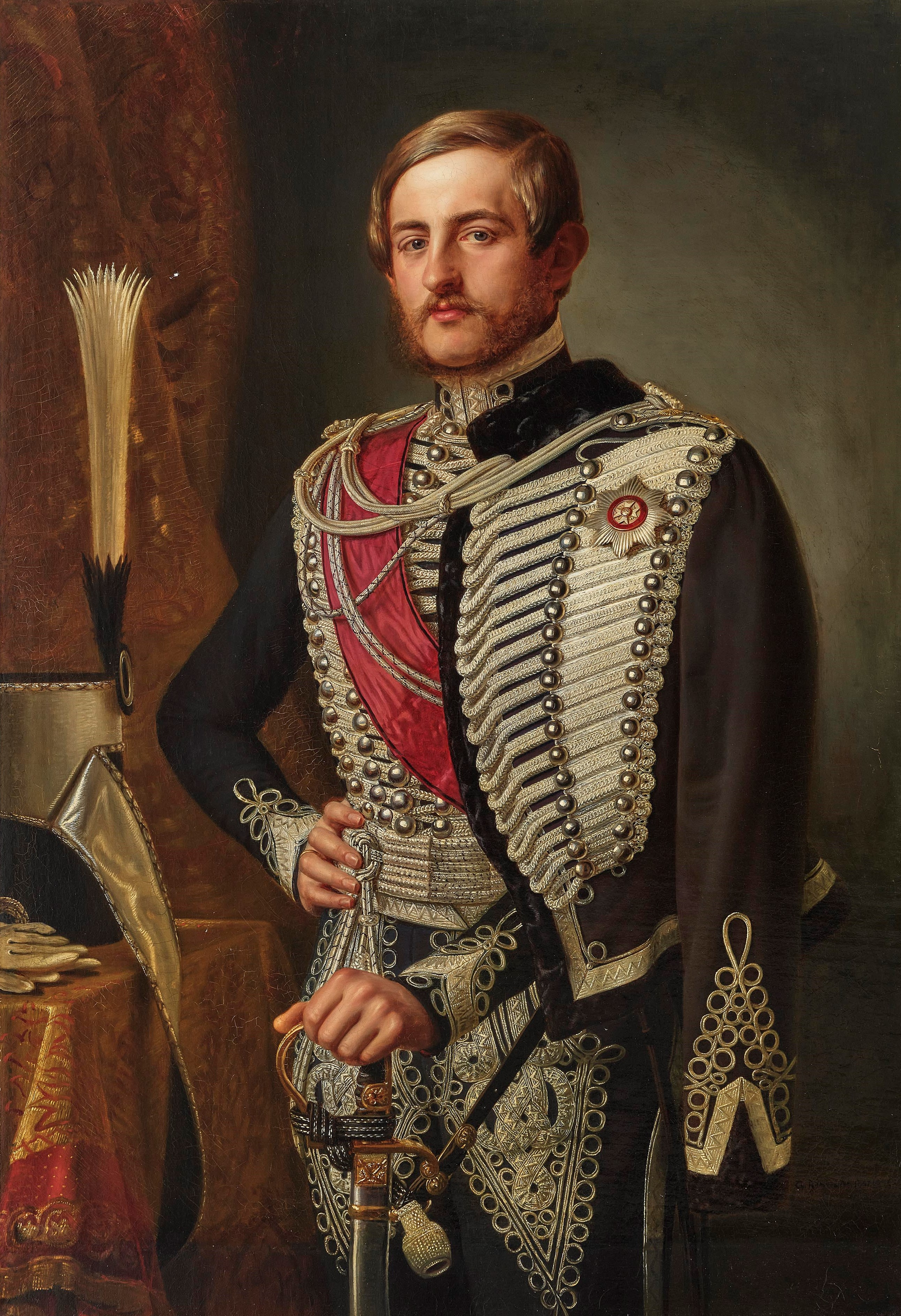
Eugen Erdmann von Württemberg, 1846 gemalt von Theodor Hildebrandt

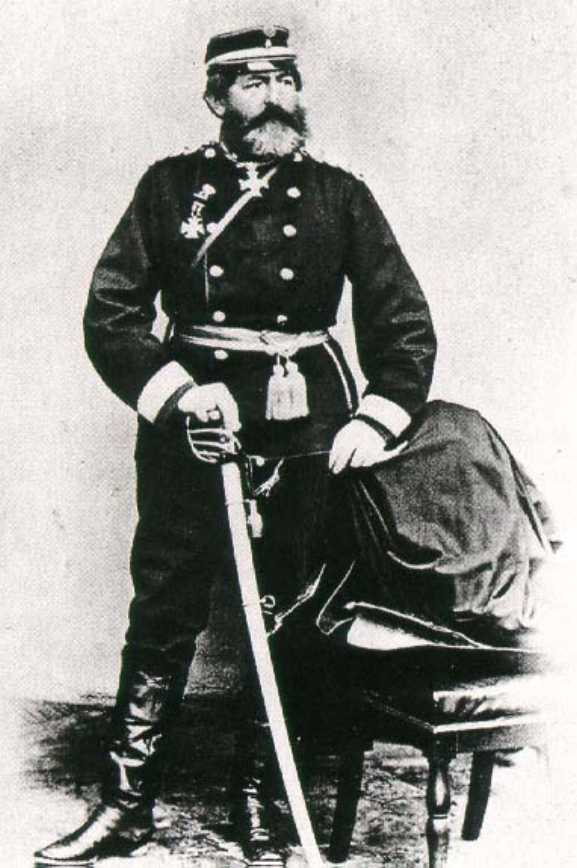
Foto

Eugen Wilhelm Alexander Erdmann Herzog von Württemberg (* 15. Dezember 1820 in Carlsruhe; † 8. Januar 1875 ebenda) war ein preußischer General der Kavallerie.

## Leben

### Herkunft
Er war der Sohn des kaiserlich-russischen Generals der Infanterie Eugen von Württemberg (1788–1857) und dessen erster Ehefrau Mathilde, geborene Prinzessin zu Waldeck und Pyrmont (1801–1825).

### Militärkarriere
Eugen stand zunächst seit 1838 in russischen Diensten. Am 6. Dezember 1842 trat er in die Preußische Armee über und wurde als Rittmeister im 8. Husaren-Regiment angestellt. Von Januar 1853 bis Ende Oktober 1856 kommandierte er diesen Verband und wurde anschließend unter Stellung à la suite des Regiments mit der Führung der 11. Kavallerie-Brigade beauftragt. Am 19. Februar 1857 folgte seine Ernennung zum Brigadekommandeur, bis er schließlich am 20. November 1857 mit dem Charakter als Generalmajor zu den Offizieren à la suite der Armee überführt wurde. Am 22. November 1858 erhielt er das Patent zu seinem Dienstgrad und nahm am 9. Juni 1859 seinen Abschied.
Am 15. November 1861 wurde Eugen bei den Offizieren à la suite der Armee wieder angestellt. Als Generalleutnant nahm er 1870/71 während des Krieges gegen Frankreich im Hauptquartier des Kronprinzen Friedrich an den Schlachten bei Weißenburg, Wörth und Sedan sowie der Belagerung von Paris teil. Seine Leistungen wurden durch die Verleihung des Eisernen Kreuzes II. Klasse und nachmalig am 21. Januar 1873 durch das Komturkreuz des Württembergischen Militärverdienstordens gewürdigt. Am 2. September 1873 erhielt Eugen noch den Charakter als General der Kavallerie.

### Familie
Er verheiratete sich am 15. Juli 1843 mit Mathilde zu Schaumburg-Lippe (1818–1891). Aus der Ehe gingen folgende Kinder hervor:
- Wilhelmine (1844–1892) ⚭ Nikolaus von Württemberg (1833–1903), kaiserlicher General der Infanterie
- Wilhelm Eugen (1846–1877) ⚭ Wera Konstantinowna Romanowa (1854–1912), Tochter des Großfürsten Konstantin Nikolajewitsch Romanow (1827–1892)
- Pauline (1854–1914) ⚭ Melchior Willim